# Microphthalma europacea
Microphthalma europacea là một loài ruồi trong họ Tachinidae.